# Reda Wardi
Reda Wardi (Francia, 2 de agosto de 1995) es un jugador profesional francés de rugby que se desempeña en la posición de pilar izquierdo en Stade Rochelais, equipo perteneciente a la liga Top 14.

## Carrera
Wardi es un jugador de formación francesa (JIFF). Comenzó su carrera deportiva con el equipo Montpellier Hérault Rugby, en el cual jugó ocho temporadas (2007-2015), después pasó a AS Béziers Hérault (2015-2019), luego a Stade Rochelais, donde lleva jugando cinco temporadas.